# Crustacea
Los crustáceos (Crustacea; del latín crusta, ‘costra’ y aceum, ‘relación o naturaleza de algo’) son un extenso subfilo de artrópodos parafilético, con más de 67 000 especies (probablemente, faltan por descubrir hasta cinco o diez veces este número). Incluyen varios grupos de animales, como las langostas, los cangrejos, los langostinos, los camarones y los percebes. 
Los primeros crustáceos conocidos en el registro fósil datan de mediados del Cámbrico, se trata de los géneros Canadaspis y Perspicaris hallados en el yacimiento de Burgess Shale. Numerosos restos fósiles pertenecientes a las clases Branchiopoda y Malacostraca aparecen a finales del Cámbrico. Cephalocarida es el único tipo de la que no se ha encontrado registro fósil.
Como casi todos los artrópodos, los crustáceos se caracterizan por poseer un exoesqueleto articulado, formado principalmente de quitina, un carbohidrato.
Una característica propia y definitoria del grupo es la presencia de la larva nauplio, provista de un ojo naupliano en alguna etapa de su vida, que puede ser sustituido más tarde por dos ojos compuestos. Son los únicos artrópodos con dos pares de antenas y apéndices birrámeos. Tienen al menos un par de maxilas y pasan por periodos de muda e intermuda para poder crecer. Todos, excepto los de la subclase Cirripedia, son de sexos separados. A la ciencia que estudia a los crustáceos se le denomina carcinología.

## Anatomía
El tamaño de los crustáceos es muy variable, oscilando entre menos de 100 μm y los 4 m de envergadura (cangrejo araña del Japón, Macrocheira kaempferi).
El cuerpo está formado por un número variable de metámeros o segmentos intercalados entre el acron y el telson, más de 50 en grupos primitivos como cefalocáridos, diplostráceos y notostráceos; la tendencia evolutiva general es hacia la pérdida de metámeros; los malacostráceos tienen 19 o 20, y los cladóceros y ostrácodos no más de 10.
El cuerpo está dividido normalmente en tres tagmas o regiones: céfalon (cabeza), pereion (tórax) y pleon (o abdomen), aunque normalmente los primeros segmentos del tórax se unen a la cabeza, formando lo que se conoce como cefalotórax.

Anatomía de un malacostráceo.

Respecto a los camarones peneidos, investigadoras como la mexicana María Concepción Rodríguez de la Cruz y la cubana Perez Farfante describieron en 1976 y 1988, respectivamente, los siguientes aspectos biológicos y reproductivos:

El género Penaeus se caracteriza por presentar dientes rostrales, ventrales y dorsales, caparazón sin suturas, con espina antenal hepática. Telson con un surco profundo, sin espinas subapicales y superficie del cuerpo lisa (Hall, 1957).

### Apéndices

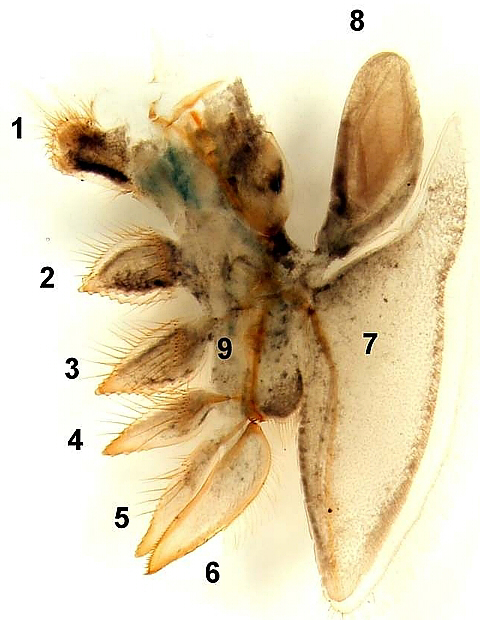
Apéndice birrámeo de tipo estenopodial de Triops.
1-5: enditos; 6: endopodio; 7: exopodio; 8: epipodio; 9: protopodio.

El cefalón posee 5 pares de apéndices: 2 de antenas, un par de mandíbula y dos pares de maxilas. Todos los tagmas poseen apéndices; en las formas primitivas tienden a ser similares entre sí, mientras que en las más evolucionadas se transforman y se adaptan para funciones específicas. Excepto el primer par de antenas (anténulas), los demás apéndices son birrámeos, al menos en estado embrionario. Este tipo de apéndice posee una zona proximal de tres artejos (a veces reducidos a dos o a uno) llamada protopodio o simpodio, en la que se articulan dos ramas, una principal interna (endopodio) y otra secundaria externa (exopodio); el protopodio posee a menudo expansiones denominadas éxitos, situadas en la parte externa, y enditos, además de epipodios foliáceos con función respiratoria. En algunos casos, dichas expansiones se desarrollan considerablemente y adquieren el papel preponderante del apéndice; por ejemplo, los grandes enditos de las mandíbulas, denominados gnatobases, se encargan de masticar el alimento. El endopodio se hace muy pequeño en los decápodos, cuyos apéndices pueden parecer a primera vista unirrámeos.
El segundo par de antenas, específico de los crustáceos, quizá represente los apéndices de un segmento del tronco que se fusionó con la cabeza ancestral.
Los apéndices de los crustáceos, a pesar de su gran diversidad, responden a dos tipos estructurales básicos:
- Estenopodios. Son apéndices alargados, cilíndricos, robustos, con tegumento duro y con sus artejos bien articulados entre sí. Son las típicas patas marchadoras.
- Filopodios. Son apéndices foliáceos, aplanados, con tegumento delgado y con articulaciones poco marcadas. Sus funciones principales son la natación y el intercambio de gases.

## Segmentos
El número de segmentos del tronco varía de un grupo a otro entre los crustáceos y depende del grado de fusión y de la consolidación que tuvo lugar en el pasado. El tórax en muchos crustáceos está cubierto por el caparazón que se desarrolla a partir de un pliegue de la epidermis y por el exoesqueleto que se extiende posteriormente desde la cabeza y se fusiona con la porción dorsal de los segmentos torácicos. Los apéndices de los crustáceos son birrámeos, pero la mayor parte de artrópodos terrestres poseen apéndices unirrámeos. Es posible que el apéndice unirrámeo evolucionara a partir del birrámeo por pérdida de una rama cuando los artrópodos se convirtieron en terrestres.

### Céfalon o cabeza

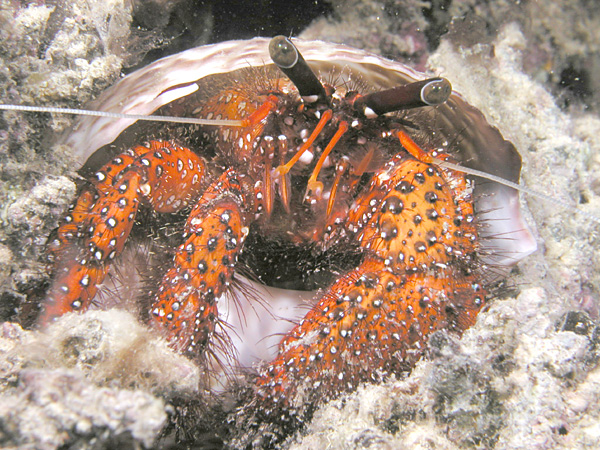
Cabeza de un anomuro.

Como en los demás mandibulados (Mandibulata), la cabeza de los crustáceos se compone de cinco metámeros o segmentos (seis para algunos autores), más o menos fusionados, más el acron. Los tergitos de estos cinco segmentos se fusionan entre sí para formar un todo continuo llamado escudo cefálico o caparazón.
- Acron. No posee apéndices. Aloja el protocerebro y lleva los ojos, casi siempre ojos compuestos, ya sea asentados sobre el tegumento (ojos sésiles) o sobre un pedúnculo (ojos pedunculados).
- Segmento antenular (primer segmento). Contiene el deutocerebro y lleva el primer par de antenas o anténulas, que son unirrámeas. En los copépodos adquieren un gran desarrollo y diversificación, ya que además de órgano sensorial, las utilizan como remos para nadar y en algunos machos sirven para sujetar a la hembra durante el apareamiento.
- Segmento antenal (segundo segmento). Aloja el tritocerebro; lleva el segundo par de antenas, de función básicamente sensorial, pero en algunos grupos, como cladóceros, ostrácodos y en las larvas nauplio, son los principales apéndices locomotores.
- Segmento mandibular (tercer segmento). Lleva las mandíbulas; poseen enditos de tipo gnatobásico muy esclerotizados con función masticadora; puede existir un pequeño palpo mandibular.
- Primer segmento maxilar (cuarto segmento). Lleva el primer par de maxilas o maxílulas; su estructura es similar a la de las mandíbulas, con gantobase y palpo maxilular. En especies filtradoras hay abundantes sedas que retienen las partículas del agua; en especies carnívoras tienen forma de garra con las que capturan y manipulan las presas.
- Segundo segmento maxilar (quinto segmento). Lleva el segundo par de maxilas, denominadas simplemente maxilas, que poseen un palpo maxilar y son de estructura y función similares a las de las maxílulas.

Muchas veces, los primeros segmentos torácicos se fusionan con el céfalon y sus apéndices actúan como piezas bucales adicionales denominadas maxilípedos. Los tergitos de estos segmentos también se fusionan entre sí, y con el caparazón, para formar el cefalotórax, aunque este término es a veces usado solo en el caso de que recubra todo el tórax, como en los eucáridos.

### Tórax y pereion
El tórax posee un número variable de segmentos o toracómeros; en la mayoría de grupos consta de ocho, aunque este número puede oscilar entre tres (ostrácodos) y once (notostráceos); cada toracómero posee un par de apéndices llamados toracópodos. Cuando los primeros segmentos torácicos se fusionan con la cabeza, el conjunto de segmentos no fusionados recibe el nombre de pereion, cada uno de sus segmentos, pereionitos o pereiómero, y sus apéndices, pereiópodos. Como se ha dicho, los primeros toracópodos tienen tendencia a transformarse en apéndices bucales auxiliares (maxilípedos) y sirven para la manipulación del alimento. Los demás toracópodos (pereiópodos) suelen relacionarse con la locomoción (nadar o caminar). En algunos grupos, como los peracáridos, las hembras guardan los huevos entre los pereiópodos, en una especie de marsupio.

### Abdomen o pleon
El número de metámeros y apéndices del pleon es muy variable, desde uno (ostrácodos) hasta 22 en notostráceos (sin contar el telson). En muchos grupos el número de segmentos es de seis. Los cirrípedos carecen de pleon. Los segmentos del pleon se denominan pleómeros.
Los apéndices del pleon son los pleópodos, que suelen faltar en los crustáceos no malacostráceos, excepto el último par o urópodos. Los pleópodos tienen a menudo forma de pala y son utilizados para nadar.

## Clasificación

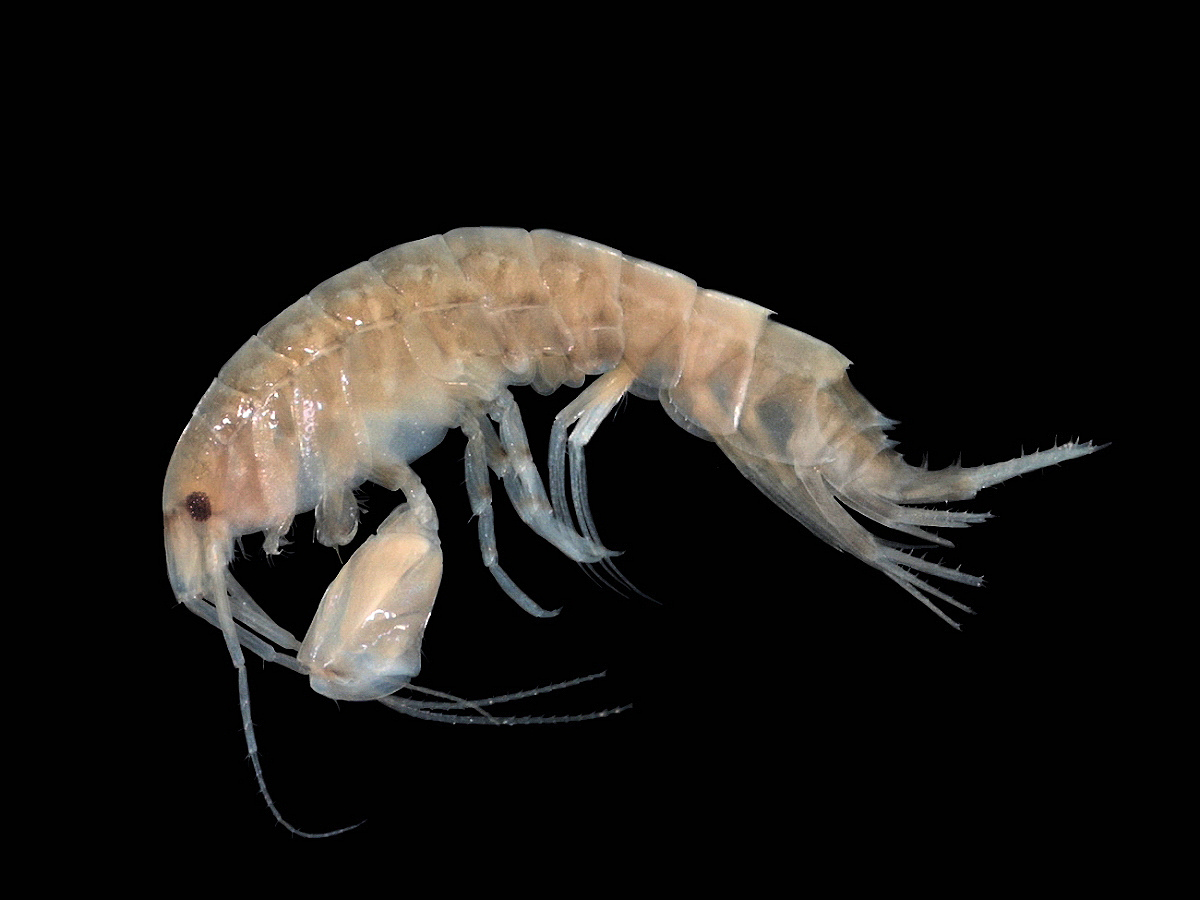
Abludomelita obtusata, un amfípodo.

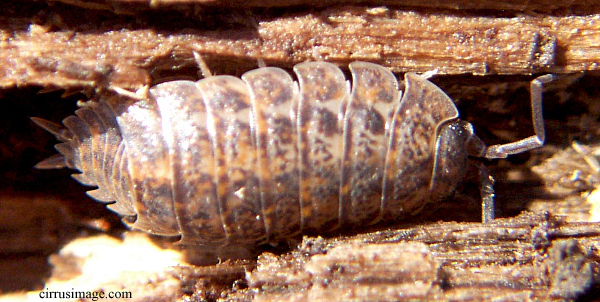
Porcellio scaber, isópodo terrestre.

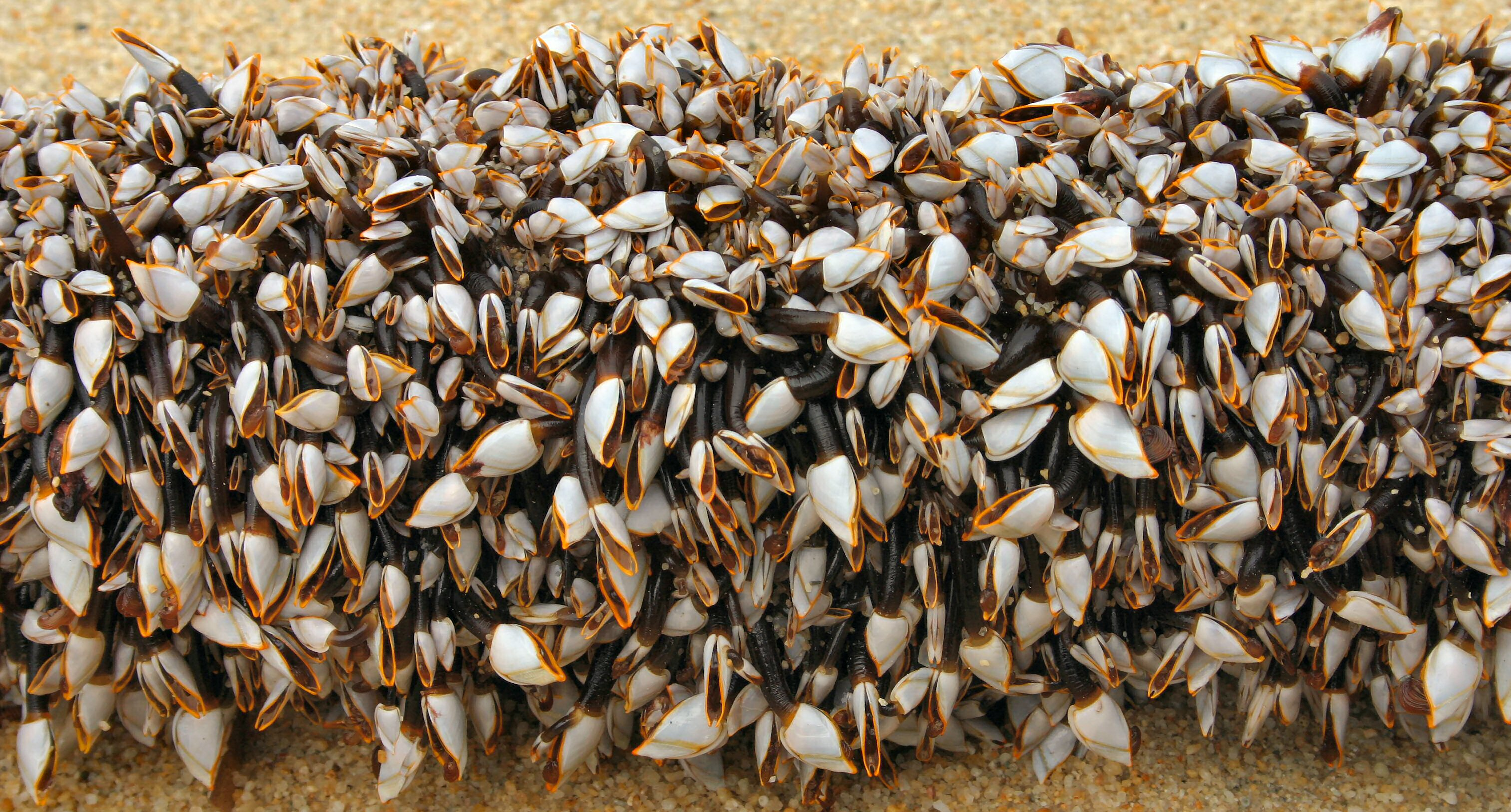
Lepas anserifera.

La clasificación de los crustáceos ha sido tradicionalmente intrincada y laberíntica. El excelente trabajo de Martin & Davis (2001) ha puesto un poco de orden a tan intrincado grupo; dichos autores reconocieron seis clases, algunas subdivididas en subclases. Sin embargo una de ellas Maxillopoda resultó ser polifilética. Según el Registro Mundial de Especies Marinas los crustáceos pueden dividirse en dos superclases Multicrustacea y Oligostraca, la taxonomía a nivel de clases sería la siguiente de manera monofilética:
Clase Branchiopoda
Subclase Phyllopoda (Triops, pulgas de agua, branquiópodos "bivalvos")
Subclase Sarsostraca (Artemia)
Clase Remipedia
Clase Cephalocarida
Clase Copepoda (copépodos)
Subclase Progymnoplea
Subclase Neocopepoda
Clase Ichthyostraca
Subclase Branchiura (piojos de peces)
Subclase Pentastomida (gusanos lengua, parásitos)
Clase Tantulocarida (parásitos marinos)
Clase Thecostraca (percebes, bellotas de mar y afines)
Subclase Ascothoracida
Subclase Cirripedia
Subclase Facetotecta
Clase Mystacocarida (diminutos crustáceos intersticciales)
Clase Ostracoda
Subclase Myodocopa
Subclase Podocopa
Clase Malacostraca
Subclase Phyllocarida
Subclase Hoplocarida (galeras)
Subclase Eumalacostraca (kril, camarones, cangrejos, gambas, langostas, cochinillas de humedad)

## Filogenia
El siguiente cladograma muestra las relaciones filogenéticas entre los crustáceos y los hexápodos resueltas los últimos años por lo que queda establecido que los crustáceos son un grupo parafilético.

|  | Ostracoda                                                       |
|  |                                                                 |
|  | \| \| Mystacocarida \| \| \| \| \| \| Ichthyostraca \| \| \| \| |
|  |                                                                 |
|  | Mystacocarida                                                   |
|  |                                                                 |
|  | Ichthyostraca                                                   |
|  |                                                                 |

|  | Mystacocarida |
|  |               |
|  | Ichthyostraca |
|  |               |

|  | Copepoda                                                      |
|  |                                                               |
|  | \| \| Tantulocarida \| \| \| \| \| \| Thecostraca \| \| \| \| |
|  |                                                               |
|  | Tantulocarida                                                 |
|  |                                                               |
|  | Thecostraca                                                   |
|  |                                                               |

|  | Tantulocarida |
|  |               |
|  | Thecostraca   |
|  |               |

|  | Copepoda                                                      |
|  |                                                               |
|  | \| \| Tantulocarida \| \| \| \| \| \| Thecostraca \| \| \| \| |
|  |                                                               |
|  | Tantulocarida                                                 |
|  |                                                               |
|  | Thecostraca                                                   |
|  |                                                               |

|  | Tantulocarida |
|  |               |
|  | Thecostraca   |
|  |               |

|             | Branchiopoda                                           |
|             |                                                        |
| Labiocarida | \| \| Remipedia \| \| \| \| \| \| Hexapoda \| \| \| \| |
|             | \| \| Remipedia \| \| \| \| \| \| Hexapoda \| \| \| \| |
|             | Remipedia                                              |
|             |                                                        |
|             | Hexapoda                                               |
|             |                                                        |

|  | Remipedia |
|  |           |
|  | Hexapoda  |
|  |           |

|             | Branchiopoda                                           |
|             |                                                        |
| Labiocarida | \| \| Remipedia \| \| \| \| \| \| Hexapoda \| \| \| \| |
|             | \| \| Remipedia \| \| \| \| \| \| Hexapoda \| \| \| \| |
|             | Remipedia                                              |
|             |                                                        |
|             | Hexapoda                                               |
|             |                                                        |

|  | Remipedia |
|  |           |
|  | Hexapoda  |
|  |           |

|  | Copepoda                                                      |
|  |                                                               |
|  | \| \| Tantulocarida \| \| \| \| \| \| Thecostraca \| \| \| \| |
|  |                                                               |
|  | Tantulocarida                                                 |
|  |                                                               |
|  | Thecostraca                                                   |
|  |                                                               |

|  | Tantulocarida |
|  |               |
|  | Thecostraca   |
|  |               |

|  | Copepoda                                                      |
|  |                                                               |
|  | \| \| Tantulocarida \| \| \| \| \| \| Thecostraca \| \| \| \| |
|  |                                                               |
|  | Tantulocarida                                                 |
|  |                                                               |
|  | Thecostraca                                                   |
|  |                                                               |

|  | Tantulocarida |
|  |               |
|  | Thecostraca   |
|  |               |

|             | Branchiopoda                                           |
|             |                                                        |
| Labiocarida | \| \| Remipedia \| \| \| \| \| \| Hexapoda \| \| \| \| |
|             | \| \| Remipedia \| \| \| \| \| \| Hexapoda \| \| \| \| |
|             | Remipedia                                              |
|             |                                                        |
|             | Hexapoda                                               |
|             |                                                        |

|  | Remipedia |
|  |           |
|  | Hexapoda  |
|  |           |

|             | Branchiopoda                                           |
|             |                                                        |
| Labiocarida | \| \| Remipedia \| \| \| \| \| \| Hexapoda \| \| \| \| |
|             | \| \| Remipedia \| \| \| \| \| \| Hexapoda \| \| \| \| |
|             | Remipedia                                              |
|             |                                                        |
|             | Hexapoda                                               |
|             |                                                        |

|  | Remipedia |
|  |           |
|  | Hexapoda  |
|  |           |

|  | Ostracoda                                                       |
|  |                                                                 |
|  | \| \| Mystacocarida \| \| \| \| \| \| Ichthyostraca \| \| \| \| |
|  |                                                                 |
|  | Mystacocarida                                                   |
|  |                                                                 |
|  | Ichthyostraca                                                   |
|  |                                                                 |

|  | Mystacocarida |
|  |               |
|  | Ichthyostraca |
|  |               |

|  | Copepoda                                                      |
|  |                                                               |
|  | \| \| Tantulocarida \| \| \| \| \| \| Thecostraca \| \| \| \| |
|  |                                                               |
|  | Tantulocarida                                                 |
|  |                                                               |
|  | Thecostraca                                                   |
|  |                                                               |

|  | Tantulocarida |
|  |               |
|  | Thecostraca   |
|  |               |

|  | Copepoda                                                      |
|  |                                                               |
|  | \| \| Tantulocarida \| \| \| \| \| \| Thecostraca \| \| \| \| |
|  |                                                               |
|  | Tantulocarida                                                 |
|  |                                                               |
|  | Thecostraca                                                   |
|  |                                                               |

|  | Tantulocarida |
|  |               |
|  | Thecostraca   |
|  |               |

|             | Branchiopoda                                           |
|             |                                                        |
| Labiocarida | \| \| Remipedia \| \| \| \| \| \| Hexapoda \| \| \| \| |
|             | \| \| Remipedia \| \| \| \| \| \| Hexapoda \| \| \| \| |
|             | Remipedia                                              |
|             |                                                        |
|             | Hexapoda                                               |
|             |                                                        |

|  | Remipedia |
|  |           |
|  | Hexapoda  |
|  |           |

|             | Branchiopoda                                           |
|             |                                                        |
| Labiocarida | \| \| Remipedia \| \| \| \| \| \| Hexapoda \| \| \| \| |
|             | \| \| Remipedia \| \| \| \| \| \| Hexapoda \| \| \| \| |
|             | Remipedia                                              |
|             |                                                        |
|             | Hexapoda                                               |
|             |                                                        |

|  | Remipedia |
|  |           |
|  | Hexapoda  |
|  |           |

|  | Copepoda                                                      |
|  |                                                               |
|  | \| \| Tantulocarida \| \| \| \| \| \| Thecostraca \| \| \| \| |
|  |                                                               |
|  | Tantulocarida                                                 |
|  |                                                               |
|  | Thecostraca                                                   |
|  |                                                               |

|  | Tantulocarida |
|  |               |
|  | Thecostraca   |
|  |               |

|  | Copepoda                                                      |
|  |                                                               |
|  | \| \| Tantulocarida \| \| \| \| \| \| Thecostraca \| \| \| \| |
|  |                                                               |
|  | Tantulocarida                                                 |
|  |                                                               |
|  | Thecostraca                                                   |
|  |                                                               |

|  | Tantulocarida |
|  |               |
|  | Thecostraca   |
|  |               |

|             | Branchiopoda                                           |
|             |                                                        |
| Labiocarida | \| \| Remipedia \| \| \| \| \| \| Hexapoda \| \| \| \| |
|             | \| \| Remipedia \| \| \| \| \| \| Hexapoda \| \| \| \| |
|             | Remipedia                                              |
|             |                                                        |
|             | Hexapoda                                               |
|             |                                                        |

|  | Remipedia |
|  |           |
|  | Hexapoda  |
|  |           |

|             | Branchiopoda                                           |
|             |                                                        |
| Labiocarida | \| \| Remipedia \| \| \| \| \| \| Hexapoda \| \| \| \| |
|             | \| \| Remipedia \| \| \| \| \| \| Hexapoda \| \| \| \| |
|             | Remipedia                                              |
|             |                                                        |
|             | Hexapoda                                               |
|             |                                                        |

|  | Remipedia |
|  |           |
|  | Hexapoda  |
|  |           |

## Ciclo de vida

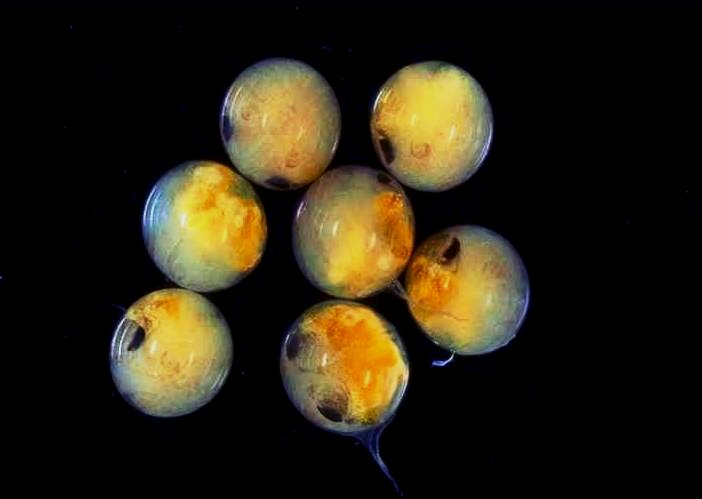
Huevos de Potamon fluviatile, un cangrejo de agua dulce

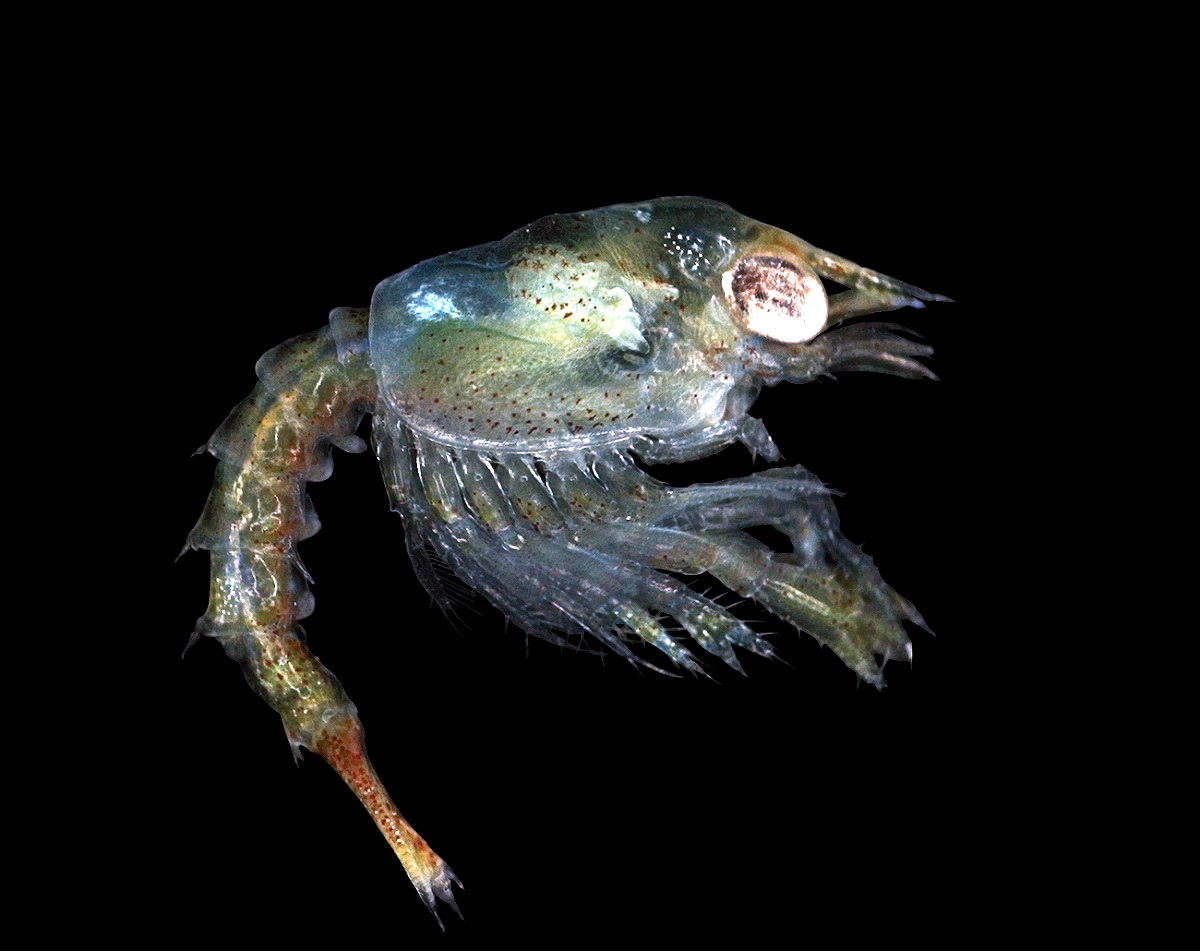
Zoea larva de la langosta europea, Homarus gammarus

### Sistema de apareamiento
La mayoría de los crustáceos tienen sexos separados y reproducción sexual. Un pequeño número son hermafroditas, incluyendo percebes, remipedios, y cefalocáridos. Algunos incluso pueden cambiar de sexo durante el curso de su vida. La partenogénesis también está muy extendida entre los crustáceos, donde se producen huevos viables por una hembra sin necesidad de fertilización por un macho. Esto ocurre en muchos branquiópodos, algunos ostrácodos, algunos isópodos y ciertos crustáceos "superiores", como el cangrejo de río Procambarus virginalis.

### Huevos
En muchos grupos de crustáceos, los huevos fertilizados simplemente se liberan en la columna de agua, mientras que otros han desarrollado una serie de mecanismos para retener los huevos hasta que estén listos para eclosionar. La mayoría de los decápodos llevan los huevos unidos a los pleópodos, mientras que los peracáridos, notostracanos, anostracanos y muchos isópodos forman una bolsa de cría a partir del caparazón y las extremidades torácicas. Las hembras Branchiura no llevan huevos en ovisacos externos sino que los colocan en filas en rocas y otros objetos.: 788  La mayoría de leptostracanos y kril llevan los huevos entre sus extremidades torácicas; algunos copépodos llevan sus huevos en sacos especiales de paredes delgadas, mientras que otros los tienen unidos en cuerdas largas y enredadas.

### Larvas
Los crustáceos exhiben una serie de formas larvarias, de las cuales la más antigua y característica es el nauplio. Este tiene tres pares de apéndices, todos saliendo de la cabeza del animal joven, y un solo ojo naupliar. En la mayoría de los grupos, hay más etapas larvarias, incluida la etapa zoea (pl. zoeæ o zoeas) que recibió ese nombre cuando los naturalistas creyeron que era una especie separada. Este sigue a la etapa nauplio y precede a la etapa postlarva. Las larvas en forma de zoea nadan con sus apéndices torácicos, a diferencia de los nauplios, que utilizan apéndices cefálicos, y la megalopa, que utilizan apéndices abdominales para nadar. A menudo tiene púas en su caparazón, lo que puede ayudar a estos pequeños organismos a mantener la dirección de la natación. En muchos decápodos, debido a su desarrollo acelerado, la zoea es el primer estadio larvario. En algunos casos, al estadio zoea le sigue el estadio mysis y, en otros, el estadio megalopa, según el grupo de crustáceos que se trate.